# Paramiana endopolia
Paramiana endopolia là một loài bướm đêm trong họ Noctuidae.